# Joyce Carol Oates
Joyce Carol Oates, født 16. juni 1938 i Lockport, New York, USA er en amerikansk forfatter. Udover flere end 40 romaner har hun udgivet noveller, essays, digte og skuespil. Ved siden af sin omfangsrige forfattergerning har hun siden 1978 undervist på Princeton.

## Værker oversat til dansk
| Dansk titel                         | Genre          | Oversætter                       | År   | Originaltitel                       | År   | Forlag    | ISBN                   |
| ----------------------------------- | -------------- | -------------------------------- | ---- | ----------------------------------- | ---- | --------- | ---------------------- |
| I de dyre kredse                    | roman          | Birthe Svensson                  | 1982 | Expensive People                    | 1969 | Centrum   | ISBN 87-583-0095-3     |
| Morderne                            | roman          | Merete Skouenborg/Birthe Tandrup | 1981 | The Assassins                       | 1975 | Centrum   | ISBN 87-583-0041-4     |
| Grænser                             | noveller       | Birte Svensson                   | 1983 | Crossing the Border                 | 1976 | Centrum   | ISBN 87-583-0180-1     |
| Solhverv                            | roman          | Birte Svensson                   | 1986 | Solstice                            | 1985 | Centrum   | ISBN 87-583-0336-7     |
| Marya                               | roman          | Birte Svensson                   | 1987 | Marya                               | 1986 | Centrum   | ISBN 87-583-0362-6     |
| You must remember this              | roman          | Birthe Svensson                  | 1988 | You must remember this              | 1987 | Centrum   | ISBN 87-583-0456-8     |
| Om boksning                         | essays         | Claus Bech                       | 1988 | On Boxing                           | 1987 | Centrum   | ISBN 87-583-0422-3     |
| Forførende fristelser               | roman          | Birte Svensson                   | 1989 | American Appetites                  | 1988 | Centrum   | ISBN 87-583-0526-2     |
| Livets oprindelse på jord           | kortroman      | Birte Svensson                   | 1992 | The Rise of Life on Earth           | 1991 | Centrum   | ISBN 87-583-0674-9     |
| Sort vand                           | roman          | Ulla Warren                      | 1994 | Black Water                         | 1992 | Centrum   | ISBN 87-583-0779-6     |
| Foxfire : en pigebandes bekendelser | roman          | Ulla Warren                      | 1993 | Foxfire: Confessions of a Girl Gang | 1993 | Centrum   | ISBN 87-583-0799-0     |
| Blondine                            | roman          | Birgitte Brix/Leif G. Berthelsen | 2000 | Blonde                              | 2000 | Rosinante | ISBN 87-621-0077-7     |
| Matt med den store mund             | roman for unge | Ulla Warren                      | 2003 | Big Mouth & Ugly Girl               | 2002 | Carlsen   | ISBN 87-626-0090-7     |
| Hævn – en kærlighedshistorie        | roman          | Ellen Strandgaard                | 2011 | Rape – a Love Story                 | 2003 | Verve     | ISBN 978-87-92359-44-5 |
| Freaky                              | roman for unge | Ulla Warren                      | 2004 | Freaky Green Eyes                   | 2003 | Carlsen   | ISBN 87-626-0118-0     |
| Sexy                                | roman for unge | Ulla Warren                      | 2005 | Sexy                                | 2005 | Carlsen   | ISBN 87-626-0151-2     |
| Vandfaldet                          | roman          | Berit Højberg                    | 2008 | The Falls                           | 2004 | TV 2      | ISBN 978-87-92121-55-4 |
| Graverens datter                    | roman          | Susanne Staun                    | 2008 | The Gravedigger's Daughter          | 2007 | TV 2      | ISBN 978-87-92121-45-5 |
| Lille fugl fra himlen               | roman          | Ellen Strandgaard                | 2010 | Little Bird of Heaven               | 2009 | Verve     | ISBN 978-87-92359-30-8 |
| En enkes historie                   | erindringer    | Ellen Strandgaard                | 2012 | A Widows Story                      | 2011 | Verve     | ISBN 978-87-92359-45-2 |
| De forbandede                       | roman          | Lærke Pade                       | 2014 | The Accursed                        | 2013 | Gad       | ISBN 978-87-12-04936-4 |